# Az 1956-os forradalom Budapesten kívüli eseményei
Az 1956-os forradalom és szabadságharc Magyarország sztálinista alapokon nyugvó államszervezete, legfelsőbb vezetése és erőszakos karhatalmi szervei ellen indított forradalom, majd a szovjet megszállás ellen fordult szabadságharc. Az események október 23-án kezdődtek, legismertebb helyszínük Budapest volt, de számtalan megyeszékhelyen és nagyobb településen tiltakozásokat és a lengyelországi eseményekkel való szolidaritást fejeztek ki az utcára vonulók.

## A forradalom előzményei
Egy szabadabb hangulat már október 20-a körül kezdett megjelenni az országban. A szegedi egyetem felhívásáról sokan beszéltek országszerte, és a szegediek meghívtak minden magyar egyetemet egy október 23-án tartandó országos értekezletre Veszprémben.

### Miskolc
Az október 23-ra meghirdetett veszprémi egyetemi értekezletre készülve a hangulat olyan feszült volt a Miskolci Rákosi Mátyás Nehézipari Műegyetemen, hogy hétfőn reggel, október 22-én, megszűnt a tanítás. Egyetemi gyűlések indultak meg - reggel még tanulóköri szinten, majd évfolyami szinten. Végül október 22-én délután 3 óra körül egy összegyetemi gyűlés kezdődött meg, ahol a hangulat egyre élesebbé vált. Az egyetem végül elfogadott egy egyetemi programot, amely nagyrészt a negyedéves gépészmérnök hallgatók tizenkét pontjából állt. Délután öt körül már miskolci munkások is megjelentek. Az egyetem egy kéttagú küldöttséget (Édes Pál, Jaszlics Iván) választott meg a veszprémi gyűlésen való képviseletre. Az egyetem rektora, Dr. Sályi István, a küldöttségnek kölcsönözte szolgálati Tatraplan kocsiját sofőrrel együtt. A küldöttség még megállt éjfél körül a miskolci színháznál, amely a városban reformközpont volt, majd felhajtottak Budapestre. Miután mindkét küldött budapesti volt, ott kivárták a reggelt, megálltak a budapesti Műegyetemen, koordinálták Marián őrnaggyal a programjukat. Marián őrnagy megadta a miskolciaknak, hogy lehet majd egy katonai telefonvonalon a budapesti eseményekről tudomást kapni. (Forrás: személyes részvétel, 1956. november-decemberben írt napló).

## Október 23. vidéki eseményei

### Az első tüntetés és az első sortűz Debrecenben
Kevéssé ismert tény, hogy a forradalom nem Budapesten kezdődött el és nem is a fővárosban hullott először vér, hanem Debrecenben. Október 23-án reggel debreceni diákok többezres tömege gyűlt össze az egyetem előtt. A diákok innen jelszavakat skandálva és forradalmi dalokat énekelve, nyolcas sorokban a belvárosi pártszékházhoz vonultak, hogy az egyetemi ifjúság húsz pontos követelését kinyomtassák. A pártvezetés tárgyalt a diákok küldöttségével, majd Görbe János az épület erkélyéről elszavalta Petőfi Sándor Még kér a nép című versét.
Délután ötkor folytatódott a tanácskozás a debreceni egyetemen, majd a diákok hat óra körül ismét a városközpontba vonultak, de most már a város lakossága is folyamatosan csatlakozott hozzájuk. Ekkor a megyei rendőrkapitányság Kossuth utcai székházából az ÁVH katonái figyelmeztetés nélkül lőni kezdték a békés tüntetőket, mire az emberek menekülni kezdtek és a tüntetés feloszlott. A sortűznek két halottja és számos sebesültje volt.

### A veszprémi diákgyűlés
A veszprémi értekezlet az elején (délután három körül) még nagyon "pártszerű" volt. A színházban tartották vörös zászlókkal, a helyi Párt és DISz vezetői is jelen voltak. A szegediek beszámolója nem volt nagyon forradalmi, inkább a diákszállókbani viszonyokról meg a kosztról panaszkodtak. A helyzet megváltozott, amikor a miskolciak megtudták, hogy a katonai vonal útján mi történt addig Budapesten. A miskolci küldöttek már nem "elvtársaknak" szólították a küldötteket - azon az alapon hogy "elvtárs" egypártos rendszert jelent, míg a miskolci program a magyar nép akaratára bízná hány párt is legyen. A miskolciak bejelentették hogy összeköttetésük van Budapesttel, és félóránként - óránként hozták a híreket: "Budapesten tízezrek tüntetnek, a belügyminiszter feloldotta a kivonulási tilalmat…". "Már új zászlónk van - a tömeg kivágta a szovjet stílusú kalapácsot és búzakalászt…". "Már mennek lehúzni a Sztálin-szobrot".
A helybeli kommunisták ekkor eléggé meghunyászkodók voltak, de az este 8-as Gerő-beszéd hirtelen visszaadta a szájukat. Este félkilenc körül a veszprémi egyetemisták hirtelen körülfogták a miskolciakat: "Iván, a górék már hívták az ávósokat - meneküljetek amíg tudtok - a sofőr már itt van a Tátrával a bejárat előtt". Ami következett az szinte egy Hollywood-i üldözési jelenet volt - de a Tátraplán sikeresen elfutott az ávós Pobjedák elől.
Székesfehérvár környékén már este tíz körül szovjet tankok vonultak lassan Budapest felé, az út mindkét oldalán, bár a közepét szabadon hagyták. Budapestre megérkezve már itt is, ott is viharkabátos, piros-fehér-zöld karszalagosok igazoltatták a miskolci autót - ez nagyon gyanús volt, hiszen csak igen nagykutyáknak volt AA rendszámú Tátraplanja. A Körtéren a Szent Imre szobor már fel volt virágozva, kidíszítve a Kossuth-címerrel. A tömeg hihetetlenül boldog volt, bár mindenfelől fegyvertüzet lehetett hallani. A sok igazolás miatt a miskolciak gyalog mentek Pest felé, miután a Tatraplant biztonságba helyezték a Kelenhegyi-úton, a 23/b kertjében. Ekkor már, éjfél körül a Kálvin-tér felé teherautókról adtak le fegyvereket annak, akinek kellett.(Forrás: személyes részvétel, 1956 november-decemberben írt napló).

### Miskolc
Ezen a napon a miskolci DIMÁVAG dolgozói elkészítették a borsodi munkások követeléseinek 21 pontját, és megalakították a demokratikus Munkásszervező Bizottságot, a Miskolci Egyetemen pedig megalakult a független Diákparlament.

## A szabadságharc vidéki eseményei október 24.  és november 3. között

### Kistarcsa
Kistarcsa az 1956-os forradalom idején a gödöllői kistérség egyik központja volt. Az október 23-i események hatására másnaptól szünetelt a HÉV-közlekedés. Október 25-én nagyjából 200 fős tömeg vonult a tanácsháza elé. Két nappal később a népgyűlés megválasztotta a helyi nemzeti tanácsot, ezután a tömeg szétoszlott. Október 28-án elmozdították pozíciójából Veres József tanácselnököt (november 5. után került vissza hivatalába). Pleizer Ferenc őrnagy, a Gödöllői Járási Katonai Kiegészítő Parancsnokság megbízott parancsnoka a Nemzeti Bizottság tagja lett. Ez a szervezet, miután lefegyvereztette a környék rendőri erőit, igyekezett a forradalom törekvéseit támogatni, és mint Gödöllő katonai parancsnoka, rendelkezett a karhatalmi erők irányításáról is. Így október 28-án utasítást kapott a forradalom idején fennálló Ideiglenes Nemzeti Bizottságtól a Kistarcsai Rendőrtanosztály (amely a táboron belül működött) elfoglalására. Pleizer őrnagy telefonon tárgyalt a tanosztály akkori ideiglenes parancsnokával az épület ellenállás nélkül átadásáról, majd helyettesét, Kovács Sándor századost ruházta fel a parancsnoki jogkörrel.
Kovács százados a rend fenntartásának érdekében a Gödöllői Agrártudományi Egyetem 20-25 nemzetőrét vitte magával Kistarcsára, majd a táboron belül nemzetőrzászlóalj szervezését kezdte meg. A zászlóaljat a táboron belül elkobzott fegyverekkel szerelte fel, vezetőjük Ivanics Ödön lett. Az egység a Nagytarcsán állomásozó 9. Önálló Vegyivédelmi Zászlóalj laktanyájából vegyi és tankelhárító gránátokat is beszerzett. Kistarcsáról többször küldtek fegyverszállítmányt Gödöllőre. Időközben a kistarcsai nemzetőr zászlóalj újabb 50-60 fő nemzetőrt kapott az agráregyetemtől, és nagyjából ugyanennyien érkeztek a környező településekről. A víztoronyban szolgálatot teljesítő nemzetőrök feladata volt a posta épületének figyelése, illetve az esetlegesen közeledő szovjet páncélosok jelentése. A kistarcsai táborban működött még egy, a nemzetőrökből álló nyomozócsoport, amely előállításokat hajtott végre és a gyanúsítottak kihallgatását végezte. A különítmény kezébe került egy, a község pártbizottsága által összeállított névsor, melyen a megbízhatónak ítélt párttagok nevei voltak felsorolva. A tábor fogdájában ÁVH-s őröket és pártfunkcionáriusokat őriztek. A forradalom idején a kistarcsai MDP vezetője fegyvereket kért a Tanosztálytól. Kovács százados névsort kért, hogy megtudja, kiknek akarnak fegyvereket biztosítani. Végül a Tanosztályhoz érkező 15 személy előzetes letartóztatásba került, 8-10 órát töltöttek a fogdában.
November 3-án az egyetemisták elhagyták a tábort. A katonai vezetés eközben várakozó álláspontra helyezkedett. A tábort november elején szovjet páncélosok foglalták el.
A Nemzeti Bizottság összességében hét napon keresztül, október 28. és november 4. között látta el a község vezetését.

## A szabadságharc vidéki eseményei, november 4-10.
Miskolcon az egyetemet november 4-én vasárnap reggel hét óra körül egy szovjet egység megtámadta. Az egyetemisták védekeztek, de az első öt diákszálló egymás után elesett. A hatodikban lányok laktak, itt tűzharc nem volt. Több fegyveres egyetemista elmenekült, bár többen súlyosan megsérültek a tűzharcban. Az egyetemisták egy része, diósgyőri munkásfiúkkal együtt Lillafüred felett, a fehérkőlápai turistaházban szervezett meg egy ellenállócsapatot. Ez a csapat körülbelül két-három hétig (november 25-ig) tevékenykedett. Sokan jártak fel és le, a lillafüredi autóbuszon gyakran a lódenkabát alatt rejtegetve a géppisztolyt. Lillafüreden volt egy kisebb szovjet egység, ezekkel a fehérkőlápaiak egy este össze is csaptak. Más akciók is történtek, például Bükkszentkereszt "felszabadítása" a visszatért kommunista vezetőktől november 23-án éjjel, vagy a rácsapás a diósgyőri pártházra (érdekesen, a következő napon ezt a Szabad Európa is jelentette). A hangulat akkor még a diósgyőri Vasgyárban ("Lenin Kohászati Művek") olyan volt hogy egyes ellenállók nyíltan gyűjtöttek pénzt a gyárban a "fiúk támogatására a hegyekben". A fehérkőlápai csapatot a szovjetek november 25-én meglepték és részben megsemmisítették. (Forrás: személyes részvétel, 1956 november-decemberben írt napló).